# Nana-Buluku Coronae
Nana-Buluku Coronae zijn coronae op de planeet Venus. De Nana-Buluku Coronae werden in 2003 genoemd naar Nana-Buluku, godheid en wereldschepper uit West-Afrika, die zowel mannelijk als vrouwelijk is.
De coronae hebben een diameter van 230 kilometer en bevinden zich ten noordwesten van Xquiq Corona in het quadrangle Bereghinya Planitia (V-8).